# Валленфельс
Валленфельс (нем. Wallenfels) — город в Германии, в земле Бавария. 
Подчинён административному округу Верхняя Франкония. Входит в состав района Кронах.  Население составляет 2875 человек (на 31 декабря 2010 года). Занимает площадь 45,60 км². Официальный код  —  09 4 76 184.
Город подразделяется на 4 городских района.

## Население
По оценке на 31 декабря 2015 года население общины Валленфельс составляет 2783 чел. 

| Дата      | 1840 | 1871 | 1900 | 1925 | 1939 | 1950 | 1961 | 1970 | 1987 | 2011 |
| --------- | ---- | ---- | ---- | ---- | ---- | ---- | ---- | ---- | ---- | ---- |
| Население | 2214 | 2608 | 2564 | 3144 | 3272 | 4051 | 3637 | 3913 | 3459 | 2900 |

| Год       | 1960 | 1970 | 1980 | 1990 | 2000 | 2009 | 2010 | 2011 | 2012 | 2013 | 2014 | 2015 |
| --------- | ---- | ---- | ---- | ---- | ---- | ---- | ---- | ---- | ---- | ---- | ---- | ---- |
| Население | 3671 | 3900 | 3653 | 3500 | 3269 | 2924 | 2875 | 2884 | 2863 | 2823 | 2786 | 2783 |